# Александър Хамилтън
Александър Хамилтън (на английски: Alexander Hamilton, 11 януари 1755 или 1757 – 12 юли 1804) е основоположник на САЩ, офицер, икономист, политически философ, сред първите юристи-специалисти по конституционно право и първи министър на финансите на Съединените щати.
Наричан е „човекът, който има най-голяма заслуга за проектирането правителството на Съединените щати“. Като министър на финансите, Хамилтън е основен автор на икономическата политика на администрацията на Джордж Вашингтон. Той е основател и лидер на Федералистката партия, която се противопоставя на Демократическата-републиканска партия, водена от Томас Джеферсън и Джеймс Медисън.
Роден и отгледан на карибски острови, Хамилтън учи в Кралския колеж (днес Колумбийски университет) в Ню Йорк. Участва в Американската война за независимост като капитан на артилерийска рота от опълчението. По-късно става старши адютант и доверено лице на американския главнокомандващ, генерал Джордж Вашингтон и ръководи три батальона в обсадата на Йорктаун. Избран е за делегат на Континенталния конгрес, но се оттегля, за да работи като адвокат и да основе Банката на Ню Йорк. Той става член на законодателното събрание на щата Ню Йорк и по-късно се завръща в Конгреса. Хамилтън е един от нюйоркските делегати на Филаделфийския конвент, който приема Конституцията през 1787 г. и е единственият нюйоркчанин, който я подписва. В подкрепа на новата конституция, Хамилтън участва в написването на есетата от сборника Федералистът, който продължава да бъде важен източник за конституционно тълкуване.
Назначен е за министър на финансите в новото правителство на Джордж Вашингтон и заема поста от 1789 до 1795 г. Като министър на финансите оказва голямо влияние върху политиката на правителството. Като почитател на британската политическа система, Хамилтън е националист, който поставя ударението на силно централизирано правителство и успява да прокара тълкуване на Конституцията, според което става възможно финансирането на националния дълг като щатските дългове се консолидират с националния и се създаде национална банка, наречена Първа банка на САЩ. Тези действия са финансирани най-вече от вносните мита и от нов акцизен данък върху уискито.
Когато става известно, че Хамилтън има връзка с Мария Рейнолдс, репутацията му е опетнена. Въпреки това продължава да играе активна роля в политическия живот и след оставката си през 1795 година, завръщайки се към практикуването на право в Ню Йорк. Особено активен е по време на президентските кампании от 1796 и 1800 г., но не успява да наложи предпочитаните от него кандидати. Има силно влияние върху администрацията на президента Адамс (1797 – 1801).
Членът на американската конституция, изискваща кандидатите за президент да бъдат „естествено-родени граждани“, е отменен за хора като Хамилтън, които са родени другаде, но са били граждани на САЩ по време на приемането на Конституцията. Самият той така и не се възползва от възможността да се кандидатира за президент. В периода на войната по море с Франция („квази-войната“) е на практика начело на армията, защото рангът му е втори след главнокомандващия Вашингтон, като последният не напуска имението си. На изборите през 1800 г. Хамилтън се противопоставя на кандидатурата на Адамс и това обуславя неуспеха му, а когато Джеферсън и Бър получават равен брой гласове в електоралната колегия, Хамилтън спомага за поражението на личния си враг Бър и за избирането на Джеферсън за президент. С приближаването на следващите избори през 1804 г. Хамилтън отново се противопоставя на кандидатурата на Бър. Кулминацията на тяхната вражда е дуел, в който Хамилтън е смъртоносно ранен и умира на следващия ден.

## Ранни години
Александър Хамилтън е роден на 11 януари 1755 или 1757 г. в Чарлстън, столицата на о. Невис в Британските Западни Индии като извънбрачно дете на Рейчъл Лавиен, отчасти потомка на френски хугеноти и Джеймс Хамилтън, четвърти син на шотландеца земевладелец Александър Хамилтън от Грейндж, Еършър. Когато за пръв път пристига в Тринадесетте колонии, Хамилтън твърди, че е роден през 1757 г., но в документи след смъртта на майка му е записан като 13-годишен, което означава, че е роден през 1755 г. Възможно обяснение за разминаването е, че възрастта в документите е завишена, за да може да работи, след като остава сирак.
Неговата майка Рейчъл има нещастен първи брак с Йохан Лавиен от Сен Кроа, много по-възрастен германски евреин и фермер. Тя напуска него и първия си син и отплава през 1750 г. за Сейнт Китс, където среща Джеймс Хамилтън. Те се местят заедно в родното място на Рейчъл Невис, където тя е наследила имот от баща си. Рейчъл ражда още двама синове, Джеймс младши и Александър. Тъй като родителите му не са в законен брак, Александър не може да посещава Англиканската църква и църковното училище. Вместо това той получава частни уроци и посещава частно еврейско училище. Хамилтън чете и книги от семейната библиотека от 34 тома, включително древногръцки и римски класически произведения.
През 1765 г. семейството се мести в Кристианстед, Сен Кроа, заради бизнес начинание на Джеймс, но той ги изоставя и на майката се налага да издържа синовете си с малък магазин. Рейчъл се разболява от треска и умира на 19 февруари 1768 г. След смъртта ѝ съдът присъжда малкото ценности на Рейчъл на първия съпруг. Много предмети биват разпродадени, но един приятел купува семейните книги и ги връща на Александър.
Александър Хамилтън постъпва в местна фирма за внос-износ, „Бийкман и Крюгер“, която търгува с Нова Англия. В продължение на пет месеца през 1771 г., докато собственикът пътува, той дори ръководи фирмата. Александър и Джеймс са осиновени за кратко от своя братовчед Питър Литън, но Литън се самоубива и двамата братя се разделят: Джеймс става чирак на местен дърводелец, а Александър е осиновен от търговеца Томас Стивънс. Неговият син Едуард става близък приятел на Александър, момчетата си приличат, и двамата знаят френски и имат сходни интереси.
Александър продължава да работи, да чете ненаситно, опитва се да пише и започва да копнее за живот извън пределите на малкия остров. За пръв път негов материал е публикуван във вестник Royal Danish-American Gazette – есе за урагана от 30 август 1772 г., опустошил Кристианстед. Местните хора забелязват таланта му и започват да събират средства, за изпратят младия Хамилтън да учи.  През есента на 1772 г. той пристига в Бостън и се записва в гимназия в Елизабеттаун, Ню Джърси.

## Образование
През 1773 г. Хамилтън посещава гимназията в Елизабеттаун, където попада под влиянието на водещия интелектуалец и революционер Уилям Ливингстън. Хамилтън кандидатства в Колежа на Ню Джърси (днешен Принстънски университет), но поради даден му отказ да следва ускорено, той решава да посещава Кралския колеж в Ню Йорк (днес Колумбийски университет).
Когато пасторът от Англиканската църква Самюъл Сийбъри публикува поредица от памфлети в подкрепа на каузата на торите, Хамилтън отвръща с първите си политически текстове: A Full Vindication of the measures of Congress („Пълна защита на мерките на Конгреса“) и The Farmer Refuted („Фермерът опроверган“). Той публикува още две статии против Квебекския закон, както и поредица от 14 анонимни есета за New York Journal. Въпреки че Хамилтън подкрепя Американската революция, той се противопоставя на разправата с лоялисти. Хамилтън дори спасява от такава разгневена тълпа ректора на колежа си, Майлс Купър, симпатизант на торите, като държи реч преди множеството достатъчно дълго, за да може Купър да избяга. 

## По време на Войната за независимост

### Ранна военна кариера
След първите сражения на американците с британците в Масачузетс през 1775 г. Александър Хамилтън постъпва в нюйоркското опълчение в ротата „Дъбови сърца“ (с други студенти от Кралския колеж). Той се обучава, самостоятелно учи военна история и тактика и достига чин лейтенант. Под огъня на британския кораб Азия Хамилтън ръководи завземането на оръдия от Батареята в Манхатън, след което ротата става артилерийска. Чрез връзките си с влиятелни нюйоркски патриоти като Александър МакДугал и Джон Джей, той набира Нюйоркската провинциална артилерийска рота от 60 мъже през 1776 г. и е избран за капитан. Тя участва в кампанията около гр. Ню Йорк през 1776 г., особено в битката при Уайт Плейнс. В битката за Трентън ротата е разположена в най-високата част на града, пресечна точка на днешните улици Уорън и Броуд, за да държи под обстрел немските наемници в казармите на Трентън.

### В щаба на Вашингтон
Хамилтън е поканен за адютант на Натаниъл Грийн и на Хенри Нокс, но отказва с надеждата да бъде назначен в щаба на Джордж Вашингтон. Той постъпва в щаба на Вашингтон на 1 март 1777 г. с чин подполковник и служи в продължение на четири години като началник на щаба. Той се занимава с „писмата до Конгреса, щатските губернатори и най-силните генерали в Континенталната армия.“  Пише много от писмата и заповедите на Вашингтон според напътствията на генерала и накрая му е позволено да „издава заповеди от Вашингтон със собствения си подпис.“  Хамилтън участва като пратеник на Вашингтон в мисии на високо ниво, включително разузнаване, дипломация и преговори. Важните задачи, с които е натоварен, са свидетелство за дълбокото доверие, което Вашингтон е имал в способностите и характера му, тогава и по-късно.
По време на войната Хамилтън става близък приятел с няколко офицери. Писмата му до маркиз дьо Лафайет и до Джон Лорънс използват сантименталните литературни конвенции на късния осемнадесети век и гръцката история и митология. Някои ги интерпретират като израз на хомосоциална или дори хомосексуална връзка, но малцина историци са съгласни с това твърдение.
На 14 декември 1780 г. в имението Скайлър в Олбани, Ню Йорк, Хамилтън се жени за Елизабет Скайлър, дъщеря на ген. Филип Скайлър и така става член на едно от най-богатите и влиятелни семейства в Ню Йорк. Впоследствие това улеснява избирането му в Конгреса.

### Командване и битката за Йорктаун
Докато служи в щаба на Вашингтон, Хамилтън мечтае за команден пост в истински бой. През февруари 1781 г. Вашингтон леко го смъмря, което дава повод на Хамилтън да подаде оставка от щаба, но незабавно започва да ходатайства да го изпратят на действителна служба. През юли 1781 г. той изпраща писмо до Вашингтон с приложен офицерския си чин, намеквайки по този начин, че ще напусне армията, ако не му се повери желаното командване.
На 31 юли 1781 г. Вашингтон отстъпва и Хамилтън е назначен за командир на нюйоркския лекопехотен батальон. При планирането на щурма на Йорктаун на Хамилтън е поверено командването на три батальона, които заедно с френски войски трябва да превземат 9-и и 10-и редут от британските укрепления при Йорктаун. Хамилтън и батальоните му се сражават храбро и успяват да превземат 10-и редут на щик. Французите също се бият храбро, дават тежки загуби и пленяват 9-и редут. Това води до капитулацията на цяла британска армия при Йорктаун, фактически слагайки край на британския контрол над Тринадесетте колонии.

## По време на Конгреса на конфедерацията (1781 – 1787)
От март 1781 до март 1789 държавното ръководство на САЩ се осъществява от Конгрес на конфедерацията (наричан също Континентален конгрес), съставен от делегати от отделните щати, пряк предшественик на Конгреса на САЩ.

### Хамилтън влиза в Конгреса
След битката за Йорктаун, Хамилтън подава оставка като офицер. През юли 1782 г. е избран в Конгреса на конфедерацията като представител на Ню Йорк за едногодишен мандат, започващ от ноември 1782 г. Хамилтън подкрепя конгресмени като надзорника на финансите Робърт Морис, неговия асистент Гуверньор Морис, Джеймс Уилсън и Джеймс Мадисън, настояващи да се осигури независим източник на приходи за Конгреса, какъвто според Устава на конфедерацията липсва.
Докато служи в щаба на Вашингтон, Хамилтън се разочарова от децентрализираната природа на военновременния Континентален конгрес, особено от финансовата му зависимост от щатите. Според Устава на конфедерацията, Конгресът няма власт да събира данъци или да иска пари от щатите. Тази липса на стабилно финансиране затруднява издръжката на континенталната армия – както снабдяването, така и изплащането на дължимите суми на войниците. По време на войната и известно време след това Конгресът получава известни суми от краля на Франция, или от щатите (които често не могат или не искат да допринасят), както и от европейски заеми. Конгресът се е отказал от печатането на книжни пари през септември 1779 г. Томас Бърк предлага поправка на Устава през февруари 1781 г., за да се даде право на Конгреса да събира 5% данък върху всички вносни стоки, но за това се иска ратификация от всички щати, а Роуд Айлънд я отхвърля през ноември 1782 г. Мадисън и Хамилтън правят предложение да се изпрати делегация, която да се опита да уговори Роуд Айлънд да промени решението си. Техният доклад призовава не само за финансова автономност на федералното правителство, но и за правото му да пише федерални закони, които да отменят щатските закони. Междувременно Вирджиния оттегля съгласието си с поправката и това слага край и на преговорите с Роуд Айлънд.

### Конгресът и армията
През 1783 г., докато Хамилтън е в Конгреса, расте недоволството в армията и се превръща в сериозна заплаха за младите Съединени щати. По-голямата част от войската е разположена в Нюбърг, Ню Йорк. Армията плаща за повечето си провизии, но на войниците не е плащано от 8 месеца. Нещо повече, на офицерите от Континенталната армия е обещано през май 1778 г. да получат пенсия, равна на половината им заплата при уволнението. Група офицери, водени от ген. Хенри Нокс, изпраща делегация, начело с кап. Александър МакДугал, да лобира пред Конгреса за изплащане на заплатите, за определяне на пенсиите и за изплащането им наведнъж.
През януари Хамилтън предлага да се използва напрежението с армията за решаване на проблема с финансирането на федералното правителство, като пише на Вашингтон тайно да „поеме управлението“ на офицерите, но да държи армията в границите на умереността. Вашингтон отказва, защото осъзнава риска от използването на армията като оръдие. На 15 март Вашингтон изнася реч пред офицерите в Нюбърг, която успокоява обстановката и Конгресът официално разпуска армията през април. През същия месец Конгресът приема нов 25-годишен налог, срещу който Хамилтън гласува, но отново се изисква съгласието на всичките щати и Роуд Айлънд. Конгресът на конфедерацията така и не успява да прокара предложенията си за плащане на армията със задна дата, за осигуряване на пенсии или да осигури собствено независимо финансиране.
През юни друга група от недоволни войници от Ланкастър, Пенсилвания, изпраща в Конгреса петиция с искане за плащане на дължимите им заплати. Когато се отправят на поход към Филаделфия, Конгресът натоварва Хамилтън и други двама да преговарят. Хамилтън иска опълчение от Върховния изпълнителен съвет на Пенсилвания, но му е отказано. Той дава напътствия на помощник-министъра на войната Уилям Джаксън да пресече пътя на мъжете. Джаксън не успява. Тълпата пристига във Филаделфия и се отправя към Конгреса. Председателят на Конгреса, Джон Дикинсън, се страхува, че щатското опълчение на Пенсилвания е ненадеждно и отказва помощта му. Хамилтън предлага Конгресът да се премести в Принстън, Ню Джърси, и това е изпълнено.
Ядосан от слабостта на централното правителство, от Принстън Хамилтън пише призив за преразглеждане на Устава на Конфедерацията. Предложението му включва много от положенията на бъдещата Конституция на САЩ, включително създаване на силно федерално правителство, упълномощено да събира данъци и да набира армия. То включва също разделение на властите на изпълнителна, законодателна и съдебна.

### Завръщане в Ню Йорк
Хамилтън се оттегля от Конгреса и през юли 1783 г., след няколкомесечно обучение, става член на адвокатската гилдия в Ню Йорк. Скоро той започва да практикува професията, като се специализира в защитата на тори и британски поданици. Едно такова дело е Рутгерс срещу Уодингтън, в което отхвърля иск за изплащане на нанесени щети на пивоварна от англичаните, които са я държали по време на военната окупация на Ню Йорк. През 1784 г. Хамилтън основава Банката на Ню Йорк, най-старата работеща банка в САЩ (под името Ню Йорк Мелън). Той също е един от хората, които възстановяват Кралския колеж като Колумбийски колеж, след като дейността му е била прекратена след битката на Лонг Айлънд през 1776 г. и сериозните поражения, нанесени му по време на войната. Обществената му кариера е възобновена, когато участва като делегат на конвента в Анаполис през 1786 г. Там той пише резолюцията за Конституционния конвент, с което се доближава до целта си: да се създаде по-силно и финансово независимо федерално правителство.

## В подкрепа на Конституцията
През 1787 г. Хамилтън е представител в щатското събрание на Ню Йорк и е първи по ред сред избраните делегати за участие в Конституционния конвент. Въпреки че е сред инициаторите за свикване на конвента, влиянието му върху работата на самия конвент не е голямо. Това се дължи на различията му с другите двама делегати от Ню Йорк – Джон Лансинг и Робърт Йейтс. Те не споделят виждането на Хамилтън за силно федерално правителство, а тъй като Нюйоркската делегация има един глас, мнението им е определящо, а тъй като по-късно те напускат конвента в знак на протест, Хамилтън е лишен от гласа си (нужни са два гласа от щат).
В началото на конвента Хамилтън държи реч, която кара мнозина (например Мадисън) да го обявят за монархистки симпатизант и въпреки че е смятана за едно от най-красноречивите му слова, почти не влияе върху разискванията.
По време на дебатите Хамилтън съставя собствен проект на Конституция, но така и не го предлага. Проектът му съдържа повечето характерни черти на приетата Конституция, включително и клаузата за трите пети относно преброяването на робите. Според проекта Сенатът се избира на пропорционален принцип спрямо населението и броят на сенаторите е две пети от състава на Камарата. Президентът и сенаторите се избират след сложни многостепенни избори, в които последователно се избират все по-малки електорални събрания. Те са с пожизнен пост, който се запазва, ако имат „добро поведение“ и се отнема при корупция или злоупотреба. Президентът има право на абсолютно вето. Върховният съд има непосредствена юрисдикция над всички съдебни дела на Съединените щати, а щатските губернатори трябва да се назначават от федералното правителство.
Хамилтън не е удовлетворен от окончателния вид на приетата Конституция на САЩ, но я подписва и призовава другите делегати да сторят същото, защото представлява огромен напредък в сравнение с Устава на Конфедерацията. Поради напускането на колегите си, Хамилтън е единственият представител на щат Ню Йорк, сложил подписа си върху документа. След това той активно участва в кампанията по ратификацията на Конституцията в щата (1788), решителна стъпка към окончателното ѝ приемане (нужни са били 9 ратификации от 13-те щата, за да влезе тя в сила). Като част от кампанията Хамилтън, Джон Джей и Джеймс Мадисън пишат сборник от 85 есета и статии в защита на конституцията, станал известен като Федералистът. Хамилтън пише 51 от тях, Мадисън 26, а Джон Джей 5. Есетата и аргументите на Хамилтън оказват влияние на дебатите за ратификацията в Ню Йорк и други щати. Считан за основното тълкуване на Конституцията от времето на създаването ѝ, Федералистът се цитира по-често от който и да е друг първичен източник от юристи, адвокати, историци и политолози.
През 1788 г. Хамилтън работи още един мандат в последния Континентален конгрес, свикан според Устава на Конфедерацията. Когато през 1791 г. мандатът на тъста му Филип Скайлър като сенатор на щат Ню Йорк изтича, на мястото му е избран главният прокурор на Ню Йорк Аарън Бър. Хамилтън никак не е доволен и в кореспонденцията му се появяват лоши отзиви за Бър, въпреки че те са работили заедно по някои проекти. Политическите различия между Хамилтън и Бър са подсилени от контрастиращия им произход: Бър е бонвиван със знатен произход с разточителен начин на живот, докато Хамилтън е имигрант, пробиващ си път със собствени сили . Хамилтън е делегат в Първия Конгрес на САЩ.

## Министър на финансите
Първият президент Джордж Вашингтон назначава Александър Хамилтън за първи министър на финансите на САЩ на 11 септември 1789 г. и той заема поста до 31 януари 1795 г. В този период се поставят основите на федералното правителство. Форест МакДугал твърди, че Хамилтън е възприемал поста си като най-важен, почти като на министър-председател (в кабинета има още 4 министъра). Президентът Вашингтон иска съвети и помощ от Хамилтън и по въпроси извън сферата на министерството на финансите.
Като министър на финансите Хамилтън е основна движеща сила на икономическата политика на правителството. Той инициира основаването на първата банка на Съединените щати (1791), на Катерната приходна служба (1790), на Монетния двор на САЩ (1792) и на стройна система за събиране на приходи от данъци, мита и акцизи. За пет години работа Хамилтън заменя хаотичната финансова система от конфедерационната ера с модерен апарат, който дава на новото правителство финансова стабилност и дава на инвеститорите достатъчно доверие да инвестират в правителствените облигации. По същото време е основана Нюйоркската фондова борса.
След приемането на Конституцията САЩ са изправени пред решаване на проблема с изплащането на дълговете, натрупани през войната. В своя „Първи доклад за публичния кредит“ Хамилтън предлага федералното правителство да поеме дълговете на отделните щати, което би дало много повече власт на правителството. Това му предложение среща сериозна съпротива, най-вече от страна на държавния секретар Томас Джеферсън и конгресмена Джеймс Мадисън, които контрират, че това не е предвидено в Конституцията. С посредничеството на президента е постигнат компромис, според който Хамилтън подкрепя преместването на столицата на р. Потомак в замяна на подкрепата на неговото предложение от Джеферсън и Мадисън. Докладът е приет от Камарата на представителите на 26 юли 1790 г. В следващи доклади („Втори доклад за публичния кредит: Доклад за националната банка“ и „Доклад за основаването на монетен двор“) се поставят основите на тези финансови институции. Друга правителствена служба, основана от Хамилтън, е военизираната Катерна приходна служба (на английски: Revenue Cutter Service) с митнически функции. По-късно тя е обединена с други правителствени подразделения в Бреговата охрана на САЩ, чиито плавателни съдове все още се наричат „катери“.